# Yaita
Yaita (矢板市, Yaita-shi) est une ville située dans la préfecture de Tochigi au Japon.
Selon son site officiel, la ville de Yaita est considérée comme étant "la ville de la nostalgie, des gens chaleureux, de la passion pour les pommes, et de la fierté de 'Takaharayama' ".

## Géographie

### Situation
Yaita est située dans le centre-nord de la préfecture de Tochigi, à environ 130 km au nord de Tokyo.

### Municipalités limitrophes
| Shioya | Nasushiobara | Nasushiobara |
| Shioya | Yaita        | Ōtawara      |
| Shioya | Shioya       | Sakura       |

### Démographie
En septembre 2023, la population de Yaita s'élevait à 30 683 habitants, répartis sur une superficie de 170,46 km2.

### Climat
Yaita a un climat subtropical humide caractérisé par des étés chauds et des hivers froids avec de fortes chutes de neige. La température annuelle moyenne à Kanuma est de 12,2 °C. La pluviométrie annuelle moyenne est de 1 482 mm, septembre étant le mois le plus humide.

## Histoire
Le village de Yaita est créé le 1er avril 1889 à la suite de la mise en place du système de municipalités modernes. Il a été élevé au statut de bourg le 25 juin 1895, puis de ville le 1er novembre 1958.

## Transports
La ville est desservie par la ligne Utsunomiya de la JR East.

## Jumelage
- Kasama (Japon) depuis juillet 1980